# Jana Komrsková (gymnastka)
Jana Komrsková (* 6. května 1983, Roudnice nad Labem) je bývalá česká sportovní gymnastka. Zúčastnila se olympijských her v Sydney 2000 a Aténách 2004.

## Životopis

### První olympijský cyklus (Sydney 2000)
Pochází ze sportovní rodiny. Její otec Jan Komrska je trenér gymnastiky a matka Zdena Komrsková-Dorňáková se zúčastnila olympijských her 1972. S gymnastikou začala už ve věku čtyř let, ve Zlíně vedli její trénink rodiče. Také její mladší sestra Aneta závodila v gymnastice, starší Lucie je česká atletka, reprezentantka ve skoku do dálky. Jejím vzorem byla olympijská vítězka Světlana Boginská. Když jí bylo deset let, stala se členkou juniorské reprezentace a v roce 1995 poprvé startovala na juniorském mistrovství Evropy.
Její vzestup byl velmi rychlý, už o dva roky později získala tři tituly na seniorském mistrovství republiky včetně titulu ve víceboji, což v dalších letech opakovala. Naznačila také, že bradla a přeskok budou její nejsilnější disciplíny.
V roce 1999 se v Tchien-ťinu zúčastnila mistrovství světa ve sportovní gymnastice. V kvalifikaci víceboje sice obsadila deváté místo, ale po chybách na kladině byla ve finále až 33. Hlavní český cíl pro toto mistrovství byl splněn jen částečně. Šestnácté místo družstva žen znamenalo, že tým nevybojoval postup na olympijské hry 2000 do Sydney, ale právo účasti aspoň dostaly dvě jednotlivkyně.
V olympijském roce dosáhla prvních úspěchů v seriálu Grand Prix (byla druhá na přeskoku v Chotěbuzi za Ruskou Jelenou Produnovovou) a skončila devátá ve víceboji na mistrovství Evropy.
Na olympijské hry nakonec odcestovala společně s Kateřinou Marešovou, ale postoupila pouze do finále víceboje jednotlivkyň, v němž obsadila 29. místo. V průběhu finále se potýkala s bolestí předloktí, které se zanítilo kvůli protrženým puchýřům. Hned po skončení finále musela podstoupit malou operaci.
Po návratu z olympijských her obsadila čtvrté místo na bradlech i na přeskoku ve finále Světového poháru v Glasgow.

### Druhý olympijský cyklus (Atény 2004)
Už v té době patřila bezesporu mezi světovou špičku a čekala na první velký mezinárodní úspěch. Těsně jí unikl v roce 2001. Po několika umístěních na stupních vítězů ve světovém poháru dorazila do Gentu na mistrovství světa jako jedna z favoritek přeskoku. Postoupila do finále a obsadila čtvrté místo za špičkovými skokankami Světlanou Chorkinovou, Oksanou Čusovitinovou a Andreeou Raducanovou, souboj o bronz prohrála s Raducanovou o 37 tisícin bodu.
I v dalších letech navazovala na úspěchy ve světovém poháru těsnými porážkami na velkých soutěžích. V roce 2002 byla náhradnicí pro finále evropského šampionátu na bradlech a o rok později pro finále mistrovství světa na přeskoku. Evropské finále jí uniklo o 12 tisícin bodu. Jejím nejlepším výsledkem v tomto období se stalo 11. místo ve víceboji na mistrovství Evropy 2002. Přesto získala právo účasti na olympijských hrách v Aténách, ale z kvalifikačního mistrovství světa v Anaheimu si v roce 2003 přivezla zraněný loket, na konci roku si navíc zlomila kost v noze. Před olympiádou tak vynechala kvůli rehabilitaci a tréninku mistrovství Evropy a národní šampionát, ale využila soutěžního volna k dokončení středoškolských studií.
Na olympijských hrách 2004 obsadila 32. místo v kvalifikaci a byla druhou náhradnicí pro finále, protože počet finalistek se oproti posledním olympijským hrám snížil z 32 na 24. Když z finále odstoupila Rumunka Oana Banová, byla nejlepší gymnastkou z těch, které se finále nezúčastnily.
O své účasti na olympijských hrách v Aténách prohlásila: „Když jsem byla na olympijských hrách předtím, byla jsem mladší a trochu mne to přemohlo. Teď je to pro mne normální soutěž. Stále si myslím, že olympiáda je pro sportovce nejdůležitější soutěž, ale už mne to tolik nesvazuje.“

### Přerušení kariéry a návrat
Už v roce 1999 přiznala, že kdyby nebyla gymnastkou, věnovala by se atletice. Po olympijských hrách v Aténách se Komrsková definitivně rozhodla ukončit gymnastickou kariéru a zkusit atletiku. Chtěla závodit ve skoku o tyči (po vzoru bývalé gymnastky a pozdější světové rekordmanky ve skoku o tyči Daniely Bártové). V této disciplíně ji ale omezovalo někdejší zranění lokte, pokoušela se následovat i příklad své sestry ve skoku dalekém, ale nakonec se rozhodla vrátit ke gymnastice.
Musela si zvolit nového trenéra, protože oba její rodiče už přestali gymnastiku trénovat, do své péče ji tak převzal v Brně Stanislav Vyzina.
Na konci roku 2005 se objevila znovu na startu národních soutěží, ale necítila se ještě dostatečně připravená k tomu, aby startovala na mistrovství světa 2005. V době mistrovství také proto mohla navštívit svatbu své sestry.
Brzy se ale vrátila mezi špičku ve svém nejsilnějším přeskoku: Poprvé vyhrála závod světového poháru (závod kategorie B v Mariboru). V roce 2006 přidala ve světovém poháru další špičkové výsledky (Maribor: vítězství na přeskoku a třetí místo na kladině, Moskva: 2. místo na přeskoku, Lyon: 2. místo na přeskoku atd.). Na mistrovství Evropy v řeckém Volosu obsadila čtvrté místo ve finále přeskoku, pouhých 75 tisícin bodu pod stupni vítězů. Dosáhla také jedenácté nejvyšší známky v kvalifikačním čtyřboji (finále ve víceboji se nekonalo).
Svou kvalitu potvrdila ziskem čtyř z pěti možných titulů na mistrovství republiky a nejlepším českým výsledkem na mistrovství světa v Aarhusu, kde jí těsně uniklo finále ve víceboji. Příběh se podobal olympijským hrám v Aténách, i tentokrát byla druhou náhradnicí a při odstoupení Lais Souzové z Brazílie byla první ze závodnic, které ve finále chyběly. Američanka Ashley Priessová nahradila zraněnou krajanku Chellsie Memmelovou.
Na konci sezóny se zúčastnila finále Světového poháru v Brazílii.
Na mistrovství Evropy 2007 v Amsterdamu se kvůli problémům s kotníkem soustředila pouze na přeskok a obsadila páté místo. Kvalifikovala se i na mistrovství světa ve Stuttgartu, kde pomohla svým výkonem českému družstvu k šestnáctému místu a tím ke kvalifikaci jedné gymnastky na Letní olympijské hry 2008. Sama postoupila do finále víceboje jednotlivkyň, kde ale své místo přenechala náhradnici Kristýně Pálešové, a do finále na přeskoku, v němž sedmým místem uzavřela svou bohatou kariéru.
V roce 2018 se provdala dle zdroje z asociace ČASPV.

## Zajímavosti
- Měří 167 cm a je tedy jednou z nejvyšších gymnastek ve světové špičce.
- Vystupovala v televizní reklamě na minerální vodu.
- Byl o ní také natočen televizní dokument. Díl seriálu České televize Nehasit! Hořím!, režie Hana Pinkavová o mladých lidech, kteří vynikají v oborech své činnosti, byl vysílán poprvé v roce 2003.
- V roce 2001 obsadila 18. místo v anketě Sportovec roku, porazila tehdy i Pavla Nedvěda. Vyhrála také několikrát anketu o nejlepší českou gymnastku roku serveru Progym.cz.
- Na olympijských hrách v Sydney ji trénoval otec Jan, zatímco o čtyři roky později v Aténách s ní byla matka Zdena. Podle ní o tom rozhodl los.[7]